# Vix (Côte-d'Or)
Vix is een gemeente in het Franse departement Côte-d'Or (regio Bourgogne-Franche-Comté) en telt 110 inwoners (2009). De plaats maakt deel uit van het arrondissement Montbard.

## Vorstengraf
Bij deze plaats werd een Vorstengraf aangetroffen, met daarin het grootste mengvat wat ooit is aangetroffen. Dit mengvat wordt ook in het wapen van Vix afgebeeld.

## Geografie
De oppervlakte van Vix bedraagt 3,5 km², de bevolkingsdichtheid is dus 31,4 inwoners per km².
De onderstaande kaart toont de ligging van Vix (Côte-d'Or) met de belangrijkste infrastructuur en aangrenzende gemeenten.

## Demografie
Onderstaande figuur toont het verloop van het inwonertal (bron: INSEE-tellingen).